# Stazione di Stratford International
Stratford International è una stazione della National Rail a Stratford separata, ma vicina, di quella della Docklands Light Railway (DLR) ubicata nell'East Village di Londra, all'interno dell'area metropolitana della Grande Londra. Nonostante l'appellativo international nel nome della stazione, non vi si svolge alcun servizio internazionale. Le piattaforme ferroviarie nazionali sono, tuttavia, servite da treni interni della Southeastern sulla linea High Speed 1 proveniente da St. Pancras, con interscambio con i treni Eurostar (che sono internazionali) a Ebbsfleet o Ashford. Sulla DLR è capolinea - uno dei 7 terminali della linea - per i servizi locali via Canning Town.
La costruzione della stazione National Rail venne completata nel 2006 ma venne aperta nel 2009, per I servizi Southeastern su HS1. Nel 2011 venne aperta una diramazione della DLR per connettere Stratford International con l'ampio movimento di trasporto pubblico della stazione di Stratford a sud. La stazione DLR è fisicamente separata dalla strada da quella ferroviaria HS1. La Oyster Card è valida per pagare il biglietto da Stratford International, e la stazione DLR si trova Travelcard Zone 2/3, ma tariffe speciali sono applicate alla stazione HS1.

## Docklands Light Railway

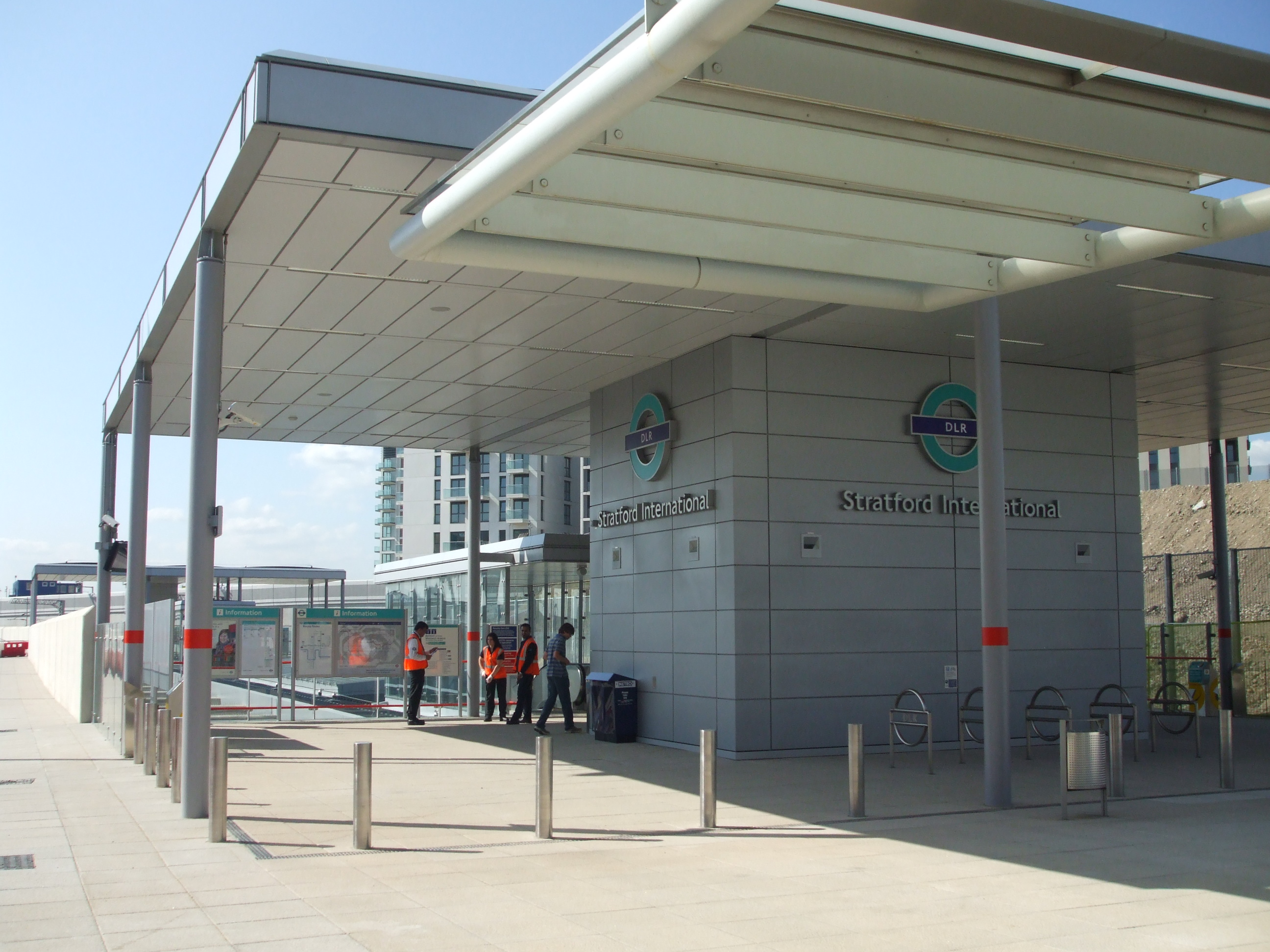
Stazione DLR subito dopo l'apertura nel 2011

L'estensione della Docklands Light Railway di Stratford International consiste in una breve nuova linea da Stratford International alla stazione di Stratford, quindi prosegue lungo l'ex North London Line tra Stratford e Canning Town, fermandosi a Stratford High Street (sul sito dell'originaria stazione di Stratford Market), Abbey Road, West Ham e Star Lane prima di unirsi alla linea DLR esistente da Canning Town a Woolwich Arsenal ( solo durante le ore di punta dei giorni feriali e Beckton. La sua apertura era originariamente prevista per luglio 2010, ma è stata rimandata al 31 agosto 2011.